# Дубков
Дубков — древняя крепость в Новоржевском районе Псковской области. Упоминается в Списке русских городов дальних и ближних. Данные о Дубкове в летописях скудны. Сообщается о ливонских нападениях на него, а также о том, как Иван Великий в 1471 году повелел снять с Дубкова шесть пушек и отправить на борьбу с Новгородом. В последующие века Дубков пришёл в запустение, поскольку в переписи 1674 года сказано «пригород Дубков пуст, один крестьянский двор».
Дубков располагался на холме высотой 200 м, который сегодня называется Спасской горой. На холме со времён крепости сохранился ряд каменных крестов. Городище имеет статус объекта культурного наследия федерального значения. В 15 км от Дубкова расположено городище древней крепости Выбор.